# YouTube Music Awards
Премия YouTube Music Awards, обычно сокращенно YTMA, представляет собой церемонию награждения, проводимую американской видеоплатформой YouTube. На этой церемонии награждаются лучшие работы в области музыкального видео.

## История
В 2013 году церемония вручения премии YTMA состоялась на пирсе 36 в Нью-Йорке и транслировалась в прямом эфире на сайте Youtube.com/YTMA. Церемонии награждения предшествовал целый ряд мероприятий, которые проходили в течение всего дня в разных уголках мира, включая Сеул, Москву, Рио-де-Жанейро и Лондон. Среди выступавших были такие знаменитые артисты, как Arcade Fire, Линдси Стирлинг, Tyler, The Creator, M.I.A., Леди Гага и Эминем, а также многие другие. Церемония началась в 18:00 по восточному времени и продолжалась 90 минут.
Поклонники могли отдать свой голос в каждой номинации, поделившись ссылкой на видео с YouTube.com/YTMA в своих аккаунтах в Facebook, Google+ или Twitter. Также учитывалось количество просмотров номинантов. Победителем в каждой категории стало видео, набравшее наибольшее количество просмотров, репостов, комментариев и лайков. В номинации «Артист года» победу одержал Эминем, а в категории «Видео года» — Girls' Generation с клипом «I Got a Boy».
Режиссёром выпуска 2013 года был Спайк Джонз. Сериал в основном снимался без чёткого сценария, поскольку Джонз хотел, чтобы шоу было похоже на видео на YouTube — с хаотичным процессом создания материала.
2 марта 2015 года были объявлены победители конкурса. В числе 50 победителей оказались те, кто смог значительно увеличить количество просмотров, подписчиков и уровень вовлечённости за последние шесть месяцев.
YouTube с гордостью вручает памятные знаки и кнопки, символизирующие значимые достижения в количестве подписчиков. Эти награды можно увидеть в официальных видео:
- Серебряная кнопка YouTube — вручается за достижение 100 тыс. подписчиков;
- Золотая кнопка YouTube — 1 млн подписчиков
- Бриллиантовая кнопка YouTube — 10 млн подписчиков
- Рубиновая кнопка YouTube — 50 млн подписчиков
- Красная бриллиантовая кнопка YouTube — 100 млн подписчиков

## Список церемоний
| Год  | Дата     | Место   | Город проведения | Ведущие                        | Генеральный спонсор |
| ---- | -------- | ------- | ---------------- | ------------------------------ | ------------------- |
| 2013 | 3 ноября | Пирс 36 | Нью-Йорк         | Джейсон Шварцман и Регги Уоттс | Киа                 |
| 2015 | 23 марта | Онлайн  | Онлайн           | Тайлер Окли                    | Киа                 |

## Номинации
- The Video of the Year — видео, которое вызвало наибольшую реакцию у поклонников;
- The Artist of the Year — самые популярные исполнители;
- The Response of the Year — номинация, на котором фанаты выбирают лучший ремикс, пародию или реакцию;
- YouTube Phenomenon — песни, которые стали самыми популярными благодаря многочисленным фанатским видео;
- YouTube Breakthrough — это артисты, которые демонстрируют самый быстрый рост просмотров и подписчиков на своём канале;
- Innovation of the Year — это креативные видео, которые получили наибольшее количество просмотров, лайков, репостов и комментариев.